# Costachorema notopterum
Costachorema notopterum là một loài Trichoptera thuộc họ Hydrobiosidae. Chúng phân bố ở miền Australasia.